# Aufbaulehrgang (Höhere Schule)
Der Aufbaulehrgang (AUL) ist eine Schulform in Österreich, die als Lehrgang Absolventen einer berufsbildenden mittleren Schule (BMS, Fachschule) die Reifeprüfung (Matura) wie auch ein der berufsbildenden höheren Schule (BHS) vergleichbares Diplom vermittelt.

## Bildungsplan
Voraussetzung ist eine bestandene facheinschlägige Abschlussprüfung (AP).
Der Lehrgang kann auch von Absolventen der Lehrabschlussprüfung (Österreich) (LAP), also Lehrlingen nach der dualen Ausbildung Lehre/Berufsschule wahrgenommen werden, wenn sie vorher einen Vorbereitungslehrgang besuchen.
Der Lehrplan ist gegenüber der BHS in verkürzter Form festgelegt, und dauert je nach Fach 2 bis 3 Jahre.
Der Abschluss ist ein vollwertiger Studienzugang, gleichzeitig erhält man die Gewerbeberechtigung. Absolventen einer technischen Ausbildung können nach mindestens 3-jähriger einschlägiger Berufspraxis um Verleihung der Standesbezeichnung Ingenieur ansuchen.

## Schulen mit Aufbaulehrgang
Angeboten werden Aufbaulehrgänge – meist in Kombination mit Kollegs für Maturanten – von den meisten BHS in ihrem Fachgebiet, und den speziellen höheren Lehranstalten für Berufstätige, wie auch am WIFI und bfi, in eigenen Klassen, oder berufsbegleitend als Abendschule.
Im Speziellen gibt es Kollegs in folgenden Schulformen:
- Aufbaulehrgänge an technisch gewerblichen höheren Schulen (im engeren Sinn, THS)
- Aufbaulehrgänge für Bekleidung an technisch gewerblichen höheren Schule
- Aufbaulehrgänge für Fremdenverkehr an technisch gewerblichen höheren Schulen
- Aufbaulehrgänge an kaufmännischen höhere Schulen (KHS)
- Aufbaulehrgänge an wirtschaftsberuflichen höheren Schulen (WHS)